# Караченцев Олександр Юрійович
Олекса́ндр Ю́рійович Кара́ченцев (1987—2014) — солдат Збройних сил України, учасник російсько-української війни.

## Короткий життєпис
Народився 1987 року в місті Кривий Ріг. 2004 року закінчив Криворізьку ЗОШ № 11. Після строкової служби в армії працював разом із батьком на вантажних перевезеннях. Після окупації Криму добровольцем пішов до військкомату.
Мобілізований у травні 2014-го, номер обслуги, 93-тя окрема механізована бригада.
24 липня 2014-го загинув у бою біля села Новолуганське. Диверсійна група терористів під'їхала на машині до місця, де військовики набирали воду, та відкрила кулеметний вогонь. Відбиваючи атаку терористів, у бою загинули троє бійців — Ігор Берестенко, Олександр Григорович, Олександр Караченцев.
Похований у Кривому Розі. Без Олександра лишилися батьки.

### Нагороди та вшанування
За особисту мужність і героїзм, виявлені у захисті державного суверенітету та територіальної цілісності України, вірність військовій присязі під час російсько-української війни, відзначений — нагороджений
- 13 серпня 2015 року — орденом «За мужність» III ступеня.
- у Кривому Розі на будинку, де він проживав, встановлено меморіальну дошку його честі.
- Медаль «За жертовність і любов до України» УПЦ КП (посмертно).
- відзнакою міста Кривий Ріг «За Заслуги перед містом» 3 ступеня (посмертно).